# 三座屋 (中壢區)
三座屋，臺灣台語口語上稱為三塊厝，是臺灣桃園市中壢區的一個傳統地域名稱，位於該區中部偏南。相較於今日行政區，其範圍大致包括舊明里、新明里、光明里、永光里、三民里、五福里、五權里。
三座屋初稱「三塊厝」，係墾殖初期有來自廣東嘉應州梅縣余氏、福建漳州府龍溪縣謝氏、福建漳州府詔安縣邱氏，由閩粵籍三姓墾民築三座厝之地故以名。

## 歷史
台灣清治末期至日治初期，三座屋地區為一街庄，稱為「三座屋庄」，隸屬於桃澗堡。該庄北與芝芭里庄為鄰，東與興南庄為鄰，東南一小段與北勢庄及中壢老街為界，南邊為宋屋庄，西邊為雙連陂庄、大崙庄。
1901年（日治明治三十四年）11月，全台廢縣廳改設二十廳，該庄隸屬於桃仔園廳。1903年（明治三十六年），改名桃園廳。1909年（明治四十二年）10月，合併二十廳為十二廳，該庄隸屬不變。1920年（大正九年），廢十二廳改設五州二廳，該庄改制為「三座屋」大字，隸屬於新竹州中壢郡中壢街，大字下有「三座屋」、「舊社」小字名。
戰後中壢街改制為中壢鎮，隸屬於新竹縣，大字亦改制為里。1950年桃、竹、苗分治，中壢鎮改隸屬於桃園縣。1967年，中壢鎮因人口達10萬而改制為中壢市。2014年12月，桃園縣升格為直轄桃園市，中壢市改制為中壢區。

## 聚落
本地區發展較早的聚落有三座屋(三塊厝)、舊社、乾陂等，在日治期初期的官方地圖上已有記載。此外，本地區尚有上三座屋、下三座屋、下舊社、白馬莊、柑園、內厝仔、厝仔、樹林仔等聚落。

## 交通
國道1號又稱「中山高速公路」，是台灣西部兩條縱向高速公路之一，大致以東北－西南走向經過三座屋地區東南部，並在西南側邊界處縣道114號交會口設有中壢交流道，由此進入可快速前往台灣西部各地。
省道台1線又稱「縱貫公路」，是台北至屏東楓港的幹道，大致以橫向轉縱向經過本地區東南部，向東南轉東北繞過中壢市區可前往桃園、新莊、台北等地，向南轉西南可前往楊梅、竹北、新竹等地。省道台1線在本地區路段屬於中壢都會區外環道西北段的一部分。
縣道112號是觀音至大溪崎頂的道路，自本地區西北部邊界起以西北—東南走向行至省道台1線交會點，隨後兩者併線成外環道西段離開本地區南部邊界。由此道路向西北可前往新屋、永安漁港等地，向南經外環道繞過中壢市區後，可前往八德、大溪等地。
縣道114號是新屋永安漁港至板橋光復橋的道路，大致以橫向經過本地區南部邊界地帶，向西可前往新屋、永安漁港等地，向東可前往中壢、八德、鶯歌、板橋等地。

## 學校
- 國立中央大學
- 中壢高中
- 中壢高商
- 新明國中
- 新明國小

## 廟宇
- 光明里福德宮（土地祠）